# Garczyn (gmina Kościerzyna)
Garczyn (dodatkowa nazwa w j. kaszub. Gôrczëno) – osada kaszubska na Pojezierzu Kaszubskim w Polsce położona w województwie pomorskim, w powiecie kościerskim, w gminie Kościerzyna. 
Mała osada nad otoczonym lasami jeziorem Garczyn w sąsiedztwie linii kolejowej Kościerzyna–Lipusz-Chojnice (stacja PKP Garczyn) oraz drogi krajowej nr 20 ze Stargardu do Gdyni. Osada wchodzi w skład sołectwa Wieprznica. 
Tradycje ruchu obozowego i wodniackiego na jeziorze Garczyn sięgają początku lat 30. XX wieku.
W latach 1975–1998 miejscowość administracyjnie należała do województwa gdańskiego.
W miejscowości jest przystanek kolejowy Garczyn.